# Vrångatjärnen
Vrångatjärnen är en sjö i Borås kommun i Västergötland och ingår i Viskans huvudavrinningsområde.